# Rodrigo Moreno Machado
Rodrigo Moreno Machado (Río de Janeiro, Brasil, 6 de marzo de 1991), conocido como Rodrigo, es un futbolista hispano-brasileño que juega como delantero en el Al-Rayyan S. C. de la Liga de fútbol de Catar.
Delantero que puede partir desde el extremo o jugar como referencia en ataque, su físico le permite facilidad para desprenderse de los defensas.[cita requerida] Jugador vertical que tiene buen disparo con ambas piernas.[cita requerida] Ha sido internacional con las categorías inferiores de la selección española, llegando a debutar con la selección absoluta. Es hijo de Adalberto Machado, lateral izquierdo del Flamengo y de las selecciones de base de Brasil en la década de 1980.

## Trayectoria

### Inicios
Comenzó su carrera en el Ureca (hoy en día Escuela Deportiva Val Miñor Nigrán) de Nigrán y posteriormente en las categorías inferiores del Celta de Vigo, club que lo traspasó al Real Madrid en verano de 2009, donde, tras unos primeros pasos en el Juvenil A, fue ascendiendo progresivamente. A finales de 2009 y comienzos de 2010 ya jugaba en el Castilla, siendo los últimos partidos titular (total 18 partidos y 5 goles de blanco). 
Aunque también ostentaba la nacionalidad brasileña, jugaba con las categorías inferiores de la selección española.

### Sport Lisboa e Benfica
En el verano de 2010 se oficializó su fichaje por el Sport Lisboa e Benfica, club que paga un montante de 6 millones de euros por su fichaje, habiendo incluido el Real Madrid en el contrato una cláusula en la cual se especifica que el club madrileño se guarda una opción de recompra por un valor superior al doble de lo que había abonado el club lisboeta, opción de recompra que fue posteriormente anulada en 2011 tras la venta de Fábio Coentrão al Real Madrid y el fichaje del exmadridista Ezequiel Garay. Finalmente, tras no lograr hacerse con un hueco en el equipo, se confirma su marcha en calidad de cedido al Bolton Wanderers hasta final de temporada.

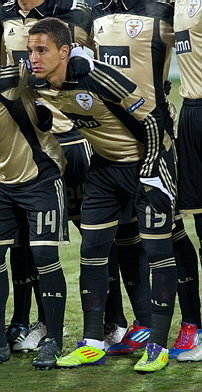
Rodrigo en las filas del Benfica en 2012

Al regresar al Benfica empieza a destacar y afianzarse en la titularidad durante las temporadas 2012-13 y 2013-14, consiguiendo títulos como una Liga, una Taça de Portugal, dos Copas de la Liga y dos subcampeonatos de la Europa League (2012-13 y 2013-14).
En enero de 2014, el multimillonario Peter Lim compró, a través de su empresa Meriton Holdings, los derechos económicos del jugador al Benfica por alrededor de 30 millones de euros, aprovechando la necesidad del club portugués de ingresar dinero para pagar sus deudas. La intención de Meriton Holdings era la de llevar al jugador al Valencia Club de Fútbol de la liga española (junto a su compañero André Gomes), ya que estaba inmerso en el proceso de compra del 70% de las acciones del club valencianista, pero el futbolista continuó jugando en el SL Benfica hasta finalizar la temporada.

### Valencia Club de Fútbol

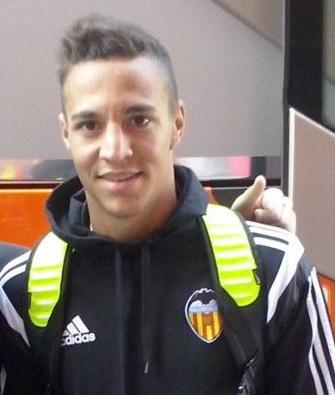
Rodrigo en abril de 2015, antes del derbi de Valencia contra el Levante.

El 23 de julio de 2014, sin haberse cerrado todavía la compra del club por parte de Peter Lim, es presentado como nuevo futbolista del Valencia Club de Fútbol con 23 años. Llegaba en calidad de cedido por una temporada por el SL Benfica, pero solo a la espera de que se cerrara definitivamente la compra del club, tras lo cual el futbolista quedaría desvinculado totalmente del club portugués y pasaría a ser propiedad del club valencianista. El propio Rodrigo reconoció el 2 de diciembre, ya con el nuevo consejo de administración con plenos poderes sobre el club, que pasaba a ser propiedad del Valencia CF hasta 2019.
Anotó dos goles durante la pretemporada del equipo, uno el 11 de agosto en Old Trafford en el partido de presentación del Manchester United y otro en Mestalla el 17 de agosto en Mestalla frente al AC Milan en el Trofeo Naranja. Debutó como titular en partido oficial en la 1.ª jornada de liga en el Ramón Sánchez Pizjuán frente al Sevilla FC, y a lo largo de las jornadas fue mostrando su calidad a pesar de que el técnico Nuno Espírito Santo le colocaba escorado en la banda derecha, lo que le llevó a ser convocado y debutar con la selección absoluta.
Anotó su primer gol oficial como valencianista el 22 de septiembre, en la 4.ª jornada en el Coliseum Alfonso Pérez convirtiendo un penalti que suponía el 0-3 definitivo en la victoria del Valencia frente al Getafe. En ese mismo encuentro participó fabricando una espectacular jugada en el segundo gol, que anotó André Gomes. El resto de jornadas fue aportando cada vez menos al equipo y pasó a tener menos confianza en sí mismo, lo que provocaba que no le salieran las jugadas y debido al cambio constante de su posición en el campo, fue perdiendo protagonismo en el equipo. En cambio cuajó también grandes encuentros frente al Barcelona en liga y frente al Rayo Vallecano en Copa, entre otros.
Tras dos temporadas en el conjunto de Mestalla, la 2015-16 y la 2016-17, lastradas por la lesiones y el mal funcionamiento del equipo, llegaría por fin la explosión de Rodrigo Moreno con el Valencia, y es junto con la llegada del entrenador Marcelino García Toral, la temporada 2017-18, la mejor temporada del jugador como profesional, llegando incluso a afianzarse en la selección española por sus destacadas actuaciones con el Valencia, al que ha llevado con sus goles a disputar la liga de campeones de la edición 2018-19. En la temporada del centenario del club es una pieza clave en una nueva clasificación para la Liga de Campeones y en la consecución de la Copa del Rey en la que termina como máximo goleador de la competición, marcando en la final en la victoria por 2-1 contra el FC Barcelona disputada en el Estadio Benito Villamarín. En la temporada 2019-20 también es un jugador clave del equipo, marcando un importante gol en Stamford Bridge en la victoria 0-1 en Champions League frente al Chelsea FC. En esa temporada el Valencia queda a 3 puntos de posiciones europeas en liga.

### Leeds United Football Club
El 25 de agosto de 2020, después de seis temporadas en el conjunto valencianista en las que marcó 59 goles en los 220 partidos que jugó, el club anunció su traspaso al Leeds United F. C.
En su tercera campaña en el equipo descendieron a la EFL Championship. Tras este suceso se marchó a Catar para jugar en el Al-Rayyan S. C. después de haber conseguido 28 tantos en los 97 encuentros disputados.
Tras poco más de un año en Catar, en septiembre de 2024 fue cedido al Al-Gharafa S. C. del mismo país.

## Selección nacional

### Categorías inferiores
Ha sido internacional con las categorías inferiores de la selección de fútbol de España. En julio de 2012 fue incluido en la lista de 18 jugadores que participaron representando a España en los Juegos Olímpicos de Londres 2012. El 11 de octubre de 2012, anotó 4 goles ante Dinamarca sub-21 en la victoria por 5-0 de España.
Logró ser el máximo goleador histórico de la selección de fútbol sub-21 de España con 15 goles. Selección con la que logró ser campeón de Europa sub-21 en Israel 2013.

#### Participaciones internacionales
| Torneo                        | Sede     | Resultado        | Partidos | Goles |
| ----------------------------- | -------- | ---------------- | -------- | ----- |
| Eurocopa Sub-19 de 2010       | Francia  | Subcampeón       | 9        | 6     |
| Mundial Sub-20 de 2011        | Colombia | Cuartos de final | 4        | 3     |
| Juegos Olímpicos Londres 2012 | Londres  | Fase de grupos   | 2        | 0     |
| Eurocopa Sub-21 de 2013       | Israel   | Campeón          | 12       | 12    |

### Selección absoluta
Tras su gran inicio de temporada en el Valencia, el 12 de octubre de 2014 debutó con la selección española absoluta en el partido oficial disputado frente a la selección de Luxemburgo en el Estadio Josy Barthel de la ciudad de Luxemburgo, partido valedero para la clasificación para la Eurocopa 2016. Rodrigo entró al terreno de juego en el minuto 81 del encuentro sustituyendo a Diego Costa, y tuvo tiempo de hacer una magistral jugada fabricando el cuarto gol del equipo que terminó marcando el también debutante Juan Bernat. El resultado final fue de victoria española 0-4.
En octubre de 2017 volvió a ser convocado para jugar el partido valedero para la clasificación del Mundial de Rusia de 2018 contra Albania en el que marcó su primer gol.
En marzo de 2018 fue incluido en la lista de convocados para disputar los partidos amistosos contra Alemania y Argentina, y aunque no disputó el histórico partido contra Argentina, que salió goleada del Estadio Metropolitano por 6 goles a 1, si disputó de inicio el partido contra Alemania, el cual a los 6 minutos de partido, anotó el primer y único gol de España, con un resultado final de empate a 1.
En mayo de 2018 fue convocado para disputar el Mundial de Rusia con el combinado español, acudiendo a la cita mundialista en categoría absoluta por primera vez en su carrera.

#### Participaciones en Mundiales
| Mundial            | Sede  | Resultado        | Partidos | Goles |
| ------------------ | ----- | ---------------- | -------- | ----- |
| Mundial Rusia 2018 | Rusia | Octavos de final | 3        | 0     |

#### Participaciones en fases de clasificación
| Clasificación               | Resultado    | Partidos | Goles |
| --------------------------- | ------------ | -------- | ----- |
| Clasificación Eurocopa 2016 | Clasificados | 1        | 0     |
| Clasificación Mundial 2018  | Clasificados | 1        | 1     |

#### Goles internacionales
| N.º | Fecha                    | Estadio                                       | Rival       | Gol | Resultado | Competición                         |
| --- | ------------------------ | --------------------------------------------- | ----------- | --- | --------- | ----------------------------------- |
| 1   | 6 de octubre de 2017     | Estadio José Rico Pérez, Alicante, España     | Albania     | 1-0 | 3-0       | Clasificación Mundial 2018          |
| 2   | 23 de marzo de 2018      | Merkur Spiel-Arena, Düsseldorf, Alemania      | Alemania    | 0-1 | 1-1       | Amistoso                            |
| 3   | 8 de septiembre de 2018  | Estadio de Wembley, Londres, Inglaterra       | Inglaterra  | 1-2 | 1-2       | Liga de Naciones de la UEFA 2018-19 |
| 4   | 11 de septiembre de 2018 | Estadio Manuel Martínez Valero, Elche, España | Croacia     | 4-0 | 6-0       | Liga de Naciones de la UEFA 2018-19 |
| 5   | 23 de marzo de 2019      | Estadio de Mestalla, Valencia, España         | Noruega     | 1-0 | 2-1       | Clasificación Eurocopa 2020         |
| 6   | 8 de septiembre de 2019  | Estadio El Molinón, Gijón, España             | Islas Feroe | 1-0 | 4-0       | Clasificación Eurocopa 2020         |
| 7   | 8 de septiembre de 2019  | Estadio El Molinón, Gijón, España             | Islas Feroe | 2-0 | 4-0       | Clasificación Eurocopa 2020         |
| 8   | 15 de octubre de 2019    | Friends Arena, Solna, Suecia                  | Suecia      | 1-1 | 1-1       | Clasificación Eurocopa 2020         |

## Estadísticas

### Clubes
Actualizado al último partido jugado el 24 de mayo de 2025. Resaltadas temporadas en calidad de cesión.
| R. M. Castilla C. F. · España | 2009-10       | 2.ª B         | 18  | 5   | -  | -  | Inaccesibles | Inaccesibles | 18  | 5   | 0.28 |
| Bolton Wanderers F. C. Inglaterra | 2010-11       | 1.ª           | 17  | 1   | 4  | 0  | -            | -            | 21  | 1   | 0.05 |
| S. L. Benfica Portugal | 2011-12       | 1.ª           | 22  | 9   | 7  | 6  | 9            | 1            | 38  | 16  | 0.42 |
| S. L. Benfica Portugal | 2012-13       | 1.ª           | 20  | 7   | 9  | 3  | 10           | 1            | 39  | 11  | 0.28 |
| S. L. Benfica Portugal | 2013-14       | 1.ª           | 26  | 11  | 8  | 3  | 9            | 4            | 43  | 18  | 0.42 |
| S. L. Benfica Portugal | Total club    | Total club    | 68  | 27  | 24 | 12 | 28           | 6            | 120 | 45  | 0.38 |
| Valencia C. F. · España | 2014-15       | 1.ª           | 31  | 3   | 1  | 1  | -            | -            | 32  | 4   | 0.13 |
| Valencia C. F. · España | 2015-16       | 1.ª           | 25  | 2   | 4  | 2  | 9            | 3            | 38  | 7   | 0.18 |
| Valencia C. F. · España | 2016-17       | 1.ª           | 19  | 5   | 2  | 2  | -            | -            | 21  | 7   | 0.33 |
| Valencia C. F. · España | 2017-18       | 1.ª           | 37  | 16  | 7  | 3  | -            | -            | 44  | 19  | 0.43 |
| Valencia C. F. · España | 2018-19       | 1.ª           | 33  | 8   | 7  | 5  | 11           | 2            | 51  | 15  | 0.29 |
| Valencia C. F. · España | 2019-20       | 1.ª           | 27  | 4   | 1  | 1  | 6            | 2            | 34  | 7   | 0.21 |
| Valencia C. F. · España | Total club    | Total club    | 172 | 38  | 22 | 14 | 26           | 7            | 220 | 59  | 0.27 |
| Leeds United F. C. Inglaterra | 2020-21       | 1.ª           | 26  | 7   | 2  | 0  | -            | -            | 28  | 7   | 0.25 |
| Leeds United F. C. Inglaterra | 2021-22       | 1.ª           | 31  | 6   | 3  | 0  | -            | -            | 34  | 6   | 0.18 |
| Leeds United F. C. Inglaterra | 2022-23       | 1.ª           | 31  | 13  | 4  | 2  | -            | -            | 35  | 15  | 0.43 |
| Leeds United F. C. Inglaterra | Total club    | Total club    | 88  | 26  | 9  | 2  | 0            | 0            | 97  | 28  | 0.29 |
| Al-Rayyan S. C. Catar | 2023-24       | 1.ª           | 15  | 7   | 6  | 4  | -            | -            | 21  | 11  | 0.52 |
| Al-Rayyan S. C. Catar | 2024-25       | 1.ª           | 2   | 0   | 0  | 0  | -            | -            | 2   | 0   | 0    |
| Al-Rayyan S. C. Catar | Total club    | Total club    | 17  | 7   | 6  | 4  | 0            | 0            | 23  | 11  | 0.48 |
| Al-Gharafa S. C. Catar | 2024-25       | 1.ª           | 8   | 2   | 5  | 0  | 2            | 0            | 15  | 2   | 0.13 |
| Total carrera | Total carrera | Total carrera | 388 | 106 | 70 | 32 | 56           | 13           | 514 | 151 | 0.29 |
| (1) Incluye datos de la FA Cup; EFL Cup (2010-11) / Taça de Portugal; Taça da Liga (2011-14) / Copa del Rey; Supercopa (2014-act.). En caso de equipo filial se refiere a partidos de play-off. (2) Incluye datos de la Liga Europa (2012-act.); Liga de Campeones (2011-act.) (3) No incluye goles en partidos amistosos. |               |               |     |     |    |    |              |              |     |     |      |

## Palmarés

### Títulos nacionales
| Título                 | Club             | País     | Año  |
| ---------------------- | ---------------- | -------- | ---- |
| Copa de la Liga        | S. L. Benfica    | Portugal | 2012 |
| Primeira Liga          | S. L. Benfica    | Portugal | 2014 |
| Copa de la Liga        | S. L. Benfica    | Portugal | 2014 |
| Copa de Portugal       | S. L. Benfica    | Portugal | 2014 |
| Copa del Rey           | Valencia C. F.   | España   | 2019 |
| Copa del Emir de Catar | Al-Gharafa S. C. | Catar    | 2025 |

### Títulos internacionales
| Título                      | Club (*) | País         | Año  |
| --------------------------- | -------- | ------------ | ---- |
| Eurocopa sub-21             | España   | Israel       | 2013 |
| Liga de Naciones de la UEFA | España   | Países Bajos | 2023 |

(*) Incluyendo la selección.

### Distinciones individuales
| Distinción                                                 | Año  |
| ---------------------------------------------------------- | ---- |
| Seleccionado en el Once de Oro del Fútbol Draft.           | 2012 |
| Jugador del mes de marzo de la Primera División de España. | 2018 |